# Hissfjorden
Hissfjorden er en del af Hardangerfjorden i Vestland fylke i Norge. Den  går fra  nordenden af Varaldsøy og 19 kilometer mod nordøst  til Jondal. Fjorden begynder i Kvinnherad kommune og følger så kommunegrænsen mellem Jondal og Kvam. Fjorden har to indløb, et på hver side af Varaldsøy. På nordsiden af øen  ligger Bondesund som går mod vest til Øynefjorden. Det andet indløb ligger mellem Varakjelen på Varaldsøy og Hammeren på fastlandssiden i Jondal i øst. På østsiden af Varaldsøy ligger Sildafjorden.
Lige  nord for Varaldsøy ligger  Omastranda på nordsiden af fjorden og længere mod nord i Strandebarmbugten ligger landsbyen Strandebarm. Innstranda ligger på østsiden av bugten. Der smalner fjorden ind til et sund med en bredde på cirka 1,5 kilometer. I den anden ende af det 5 kilometer lange sund ligger selve landsbyen  Jondal på østsiden og fra der begynder Ytre Samlafjorden.
Navnet Hissfjorden kommer af det  norrøne His,  der er det tidligere navn på Varaldsøy.